# Dicliptera resupinata
Dicliptera resupinata är en akantusväxtart som först beskrevs av Vahl, och fick sitt nu gällande namn av Antoine Laurent de Jussieu. Dicliptera resupinata ingår i släktet Dicliptera och familjen akantusväxter. Inga underarter finns listade i Catalogue of Life.